# Jennifer Gillom
Jennifer Gillom (ur. 13 czerwca 1964 w Abbeville) – amerykańska koszykarka występująca na pozycji środkowej, mistrzyni świata, olimpijska, igrzysk panamerykańskich, uniwersjady. Po zakończeniu kariery sportowej – trenerka koszykarska, obecnie trenerka od rozwoju zawodniczek w klubie Phoenix Mercury.
30 kwietnia 2019 została zatrudniona przez Phoenix Mercury na stanowisku trenerki od rozwoju zawodniczek.

## Osiągnięcia
Na podstawie, o ile nie zaznaczono inaczej.

### NCAA
- Uczestniczka rozgrywek:
  - Elite 8 turnieju NCAA (1985, 1986)
  - Sweet 16 turnieju NCAA (1982, 1984)
  - turnieju NCAA (1983–1986)
- 3-krotna mistrzyni konferencji Southeastern West
- Najlepsza Sportsmenka Konferencji SEC (1986)
- MVP NCAA Midwest Regional (1986)
- Zaliczona do:
  - I składu:
    - All-Mideast Region (1985)
    - SEC (1983–1986)
    - Kodak All-American (1986)

### WNBA
- Wicemistrzyni NBA (1998, 2003)
- Laureatka nagrody Kim Perrot Sportsmanship Award (2002)
- Zaliczona do:
  - I składu WNBA (1998)
  - II składu WNBA (1997)
- Uczestniczka meczu gwiazd WNBA (1999)

### Inne drużynowe
- Mistrzyni Turcji (1998)
- Wicemistrzyni Włoch (1989)
- Brąz:
  - Euroligi (1999)
  - pucharu Ronchetti (1990)
- Zdobywczyni pucharu:
  - Ronchetti (1991)
  - Turcji (1998)
- Finalistka pucharu Turcji (1999)

### Inne indywidualne
- Zaliczona do:
  - Żeńskiej Galerii Sław Koszykówki (2009)
  - Galerii Sław Sportu stanu Mississippi (2008)
- Liderka strzelczyń Euroligi (1998)

### Reprezentacja
- Mistrzyni:
  - świata (1986, 2002)
  - igrzysk:
    - olimpijskich (1988)
    - panamerykańskich (1987)
    - Dobrej Woli (1986)

  - turnieju Opals World Challenge (2002)[7]
- Wicemistrzyni uniwersjady (1985)
- Koszykarka Roku USA Basketball (1985)

### Trenerskie
- Mistrzyni:
  - olimpijska (2012 – jako asytentka)
  - świata (2010 – jako asytentka)